# Наум Кайчев
Наум Илиев Кайчев е български историк и дипломат.

## Биография
Наум Илиев Кайчев е роден на 29 октомври 1970 година в София. Родът му е с произход от костурското село Кономлади. През 1992 година завършва специалност „История“ в Софийския университет „Св. Климент Охридски“. През 1994 – 1995 година е гост-докторант в Оксфордския университет, Великобритания. От 1998 година е доктор по история, а от 2002 година преподава Нова и съвременна балканска история в Софийския университет. От 2015 година е доцент и ръководител на катедра „История на Византия и балканските народи“ в Софийския университет.
В периода 1999 – 2002 година е генерален консул на България в Торонто, Канада, а през 2007 – 2010 година е генерален консул в Битоля, Република Македония.
Специализира в Атина, Белград, Будапеща, Страсбург, Брюксел и Загреб. Член е на Македонския научен институт и на Българското дружество за британски изследвания. Автор е на монографиите „Македонийо, възжелана: армията, училището и градежът на нацията в Сърбия и България (1878 – 1912)“, „Илирия от Варна до Вилах: хърватското национално възраждане, сърбите и българите (до 1848 г.)“, както и на много трудове в специализирания научен печат.
От май 2018 година е заместник-съпредседател на Съвместната комисия по историческите и образователни въпроси с Република Северна Македония.

### Книги
- Македонийо, възжелана: армията, училището и градежът на нацията в Сърбия и България (1878 – 1912) (2003)
- Братя Миладинови. Избрани песни и стихотворения от източните и западните български страни (съставител, 2013)
- Илирия от Варна до Вилах: хърватското национално възраждане, сърбите и българите (до 1848 г.) (2015)
- Маски долу! Национализмът на Балканите през ХХ век (съавтор, 2018)[5]